# Tom Heaton
Thomas David "Tom" Heaton (Chester, el 15 d'abril de 1986) és un jugador de futbol anglès que juga com a porter amb el Manchester United FC de la Premier League.
Heaton va començar la seva carrera al planter del Manchester United però no va poder entrar al primer equip i va passar temps cedit amb el Swindon Town, Royal Antwerp FC, Cardiff City FC, Queens Park Rangers FC, Rochdale i Wycombe Wanderers FC, abans d'unir-se permanentment al Cardiff després del seu alliberament pel Manchester United el juliol de 2010. Després es va incorporar al Bristol City amb un contracte d'un any amb una opció de segon any, però el va rebutjar el maig de 2013 a favor d'un trasllat al Burnley FC, on va romandre durant sis anys abans d'unir-se a l'Aston Villa el 2019. Després de dos anys amb l'Aston Villa, va tornar al Manchester United el juliol del 2021.
Internacional des del nivell sub-16 fins al sub-21, Heaton ha participat a la selecció d'Anglaterra des del 2015, i finalment va debutar-hi en un partit amistós contra Austràlia el 27 de maig de 2016.